# Sepp Dieter Heckmann

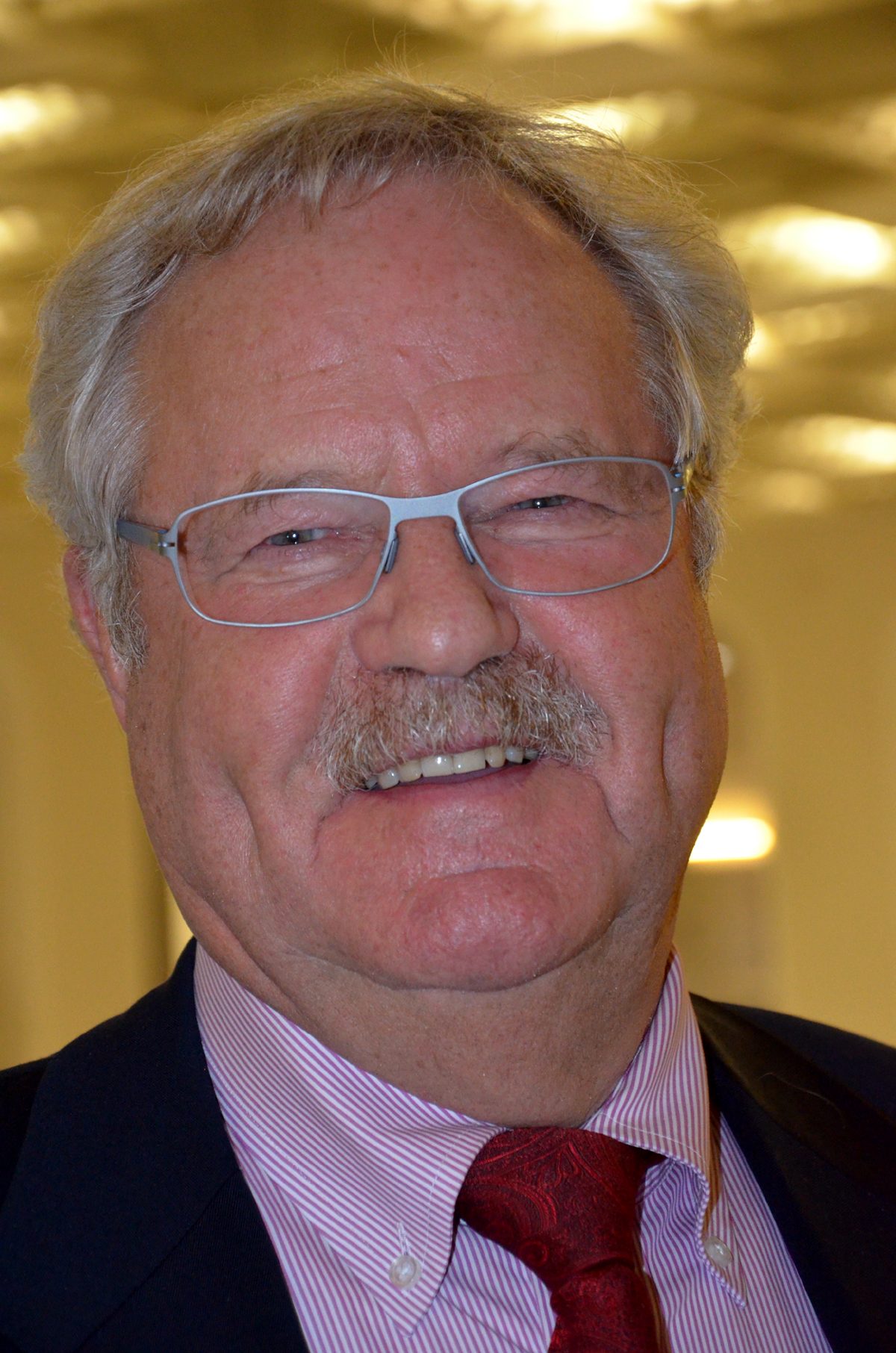
Sepp Dieter Heckmann (2014)

Sepp Dieter Heckmann (* 18. Mai 1943 in Karlsruhe) ist ein ehemaliger deutscher Messemanager. Er war Vorstandsvorsitzender der Deutschen Messe AG.

## Leben
Sepp Dieter Heckmann ist seit 1966 geschäftsführender Gesellschafter der Firma Heckmann Ausstellungen seit 1928 KG, die 1981 an die Deutsche Messe AG verkauft wurde.
1971 gründete er zwei zusätzliche selbstständige Unternehmen, Fachausstellungen Heckmann GmbH, Bremen und die Fachausstellungen Heckmann GmbH, Hannover, deren geschäftsführender Gesellschafter er ist. 1977 gründete er weiterhin den Verlag Kunst- und Antiquitäten. 1980 bekam er die Zulassung des Bundesministeriums für Wirtschaft zur Organisation von Auslandsmessebeteiligungen der deutschen Industrie und Aufnahme der Organisation von Messebeteiligungen. 1981 erfolgte die Berufung in den Vorstand der Deutschen Messe AG, seit 2004 war Sepp Dieter Heckmann Vorsitzender des Vorstandes der Deutschen Messe AG.
Im Jahr 2008 beendete er die aktive Tätigkeit nach insgesamt 27 Jahren im Vorstand der Deutschen Messe AG mit anschließender Gründung des Büros „Sepp D. Heckmann für strategisches Marketing“, in dem sich auch das Kontaktbüro der Pal & Partners AG befindet.
Von 1982 bis 1995 war Heckmann erster Vorsitzender des Industrieforum Design e.V. Hannover, in diese Zeit fiel 1987 seine Tätigkeit als Initiator für die Weltausstellung Expo 2000 in Hannover und Mitglied im Lenkungsausschuss der Weltausstellung. Daraus folgte von 1997 bis 2000 neben den Vorstandsaufgaben innerhalb der Deutschen Messe AG seine Berufung zum dritten Geschäftsführer der EXPO GmbH. In dieser Zeit war er 1998 der Initiator und Ideengeber für das neue Messegelände in Pudong/Shanghai. Acht Jahre später war auch er der Initiator für die erste internationale Kooperation im Messewesen mit der Fiera Milano. Er war von 1998 bis 2023 Honorarkonsul der Föderativen Republik Brasilien. 

## Gremien
- Mitglied des Hochschulrates der LUH und der Akademie der Bildenden Künste München
- Mitglied der Vollversammlung der IHK Hannover-Hildesheim
- Mitglied im Ältestenrat des Industrie-Clubs Hannover e.V.
- Mitglied im Kuratorium des Luftfahrtmuseums Günter Leonhard in Hannover
- Mitglied im Kuratorium der Kestner Gesellschaft Hannover
- Vorsitzender der Freunde der Herrenhäuser Gärten
- Mitglied des Vorstandes des Vereins Kind-Wissen-Zukunft e. V. in Hannover
- Mitglied des Kuratoriums Teen Spirit Island – Internet und Computersucht
- Mitglied des Hochschulrates der Leibniz Universität Hannover
- 2006 Mitglied im Aufsichtsrat der TUI AG
- Mitglied im Ostausschuss der Deutschen Wirtschaft
- Beiratsmitglied der Flughafen Hannover-Langenhagen GmbH

## Auszeichnungen
- 1987: Großes Ehrenzeichen für Verdienste um die Republik Österreich
- 1994: Deutsche Feuerwehr-Ehrenmedaille
- 2008: Großes Bundesverdienstkreuz, 8. Mai 2008
- 2014: Plakette für Verdienste um die Landeshauptstadt Hannover
- 2016: Universitätsmedaille der Gottfried Wilhelm Leibniz Universität Hannover